# Aanval op de luchtmachtbasis van Pathankot op 2 januari 2016
Op 2 januari 2016 viel een groep zwaargewapende schutters de militaire luchtmachtbasis van Pathankot, in de Indiase provincie Punjab, aan. Bij de eerste aanval kwamen zes mensen om het leven: vier schutters en twee Indiase soldaten. Later stierven nog soldaten aan hun verwondingen en werden nog twee terroristen uitgeschakeld. De militaire operatie werd verdergezet in de dagen na de aanval en werd afgerond op 5 januari, na het doden van de laatste terrorist.
De aanval werd in de Indiase en de buitenlandse pers omschreven als een daad van terrorisme, en werd internationaal veroordeeld. Op 4 januari werd de aanval opgeëist door de United Jihad Council, maar men vermoedde ook de inmenging van de terroristische organisatie Jaish-e-Mohammed.
Door de aanval werden de diplomatieke betrekkingen tussen India en Pakistan teruggeschroefd. Er werd geopperd dat de aanval tot doel had om de beginnende toenadering tussen India en Pakistan een halt toe te roepen.

## Aanval en militaire operatie
De aanval startte in de vroege ochtend, rond 3u30 IST, van zaterdag 2 januari. De schutters, die gekleed waren in een militair uniform, konden met een politieauto, die zij eerder gekaapt hadden, de luchtmachtbasis binnendringen. Nog voor de aanvallers de wapenopslagplaatsen of de militaire toestellen konden bereiken, werden zij door het veiligheidspersoneel onder vuur genomen. Vier aanvallers en twee soldaten kwamen bij het daaropvolgende gevecht, dat 17 uur duurde, om het leven. Het doel van de aanval was vermoedelijk het vernietigen van vliegtuigen en helikopters van de Indiase luchtmacht. Na de aanval werd de basis doorzocht op zoek naar mogelijke andere terroristen en werden er helikopters uitgestuurd over het terrein in en rond de basis.
De operatie tegen de terroristen ging verder op 3 en 4 januari en er werden nieuwe explosies en nieuw geweervuur gehoord in de luchtmachtbasis. Daarbij werden twee overgebleven terroristen, die omsingeld zaten in een niet-operationeel gedeelte van de basis, gedood. De operatie werd afgerond op 5 januari.
Bij onderzoek na de aanval, in februari, werden er door forensisch onderzoekers van het National Investigation Agency (NIA) geen bewijzen gevonden van de laatste twee aanvallers die in de dagen na 2 januari bevochten en gedood werden. Er werden noch menselijke resten noch fragmenten van wapens of granaten gevonden. Het feit dat er slechts vier aanvallers zouden geweest zijn, werd ook ondersteund door ander onafhankelijk bewijs. Het NIA verklaarde wel dat het geen verklaring had voor hoe soldaten in de daaropvolgende dagen gewond raakten, als er zich geen andere terroristen meer op de basis bevonden.

## Dader(s)
Na de aanval werd de verantwoordelijkheid in eerste instantie gezocht bij de terroristische organisatie Jaish-e-Mohammed, die militaire doelwitten in de regio viseerde. Op 4 januari eiste de United Jihad Council, een militante separatistische groepering uit Kasjmir, de verantwoordelijkheid voor de aanval op. Deze opeising werd echter met scepticisme onthaald, omdat de United Jihad Council nog geen aanvallen had uitgevoerd buiten het door India bestuurde gedeelte van Kasjmir.
Op 7 januari werd door de veiligheidsdiensten bekendgemaakt dat Masood Azhar, de leider van Jaish-e-Mohammed, het brein was achter de aanval, en dat de aanslag waarschijnlijk beraamd was op een seminarie in de Pakistaanse stad Bahawalpur. India maakte ook de telefoonnummers van contactpersonen van de terroristen in Pakistan over aan de Pakistaanse autoriteiten. Midden januari arresteerden de Pakistaande ordediensten verschillende leden van Jaish-e-Mohammed, waaronder ook de leider Masood Azhar.

## Respons en gevolgen

### India
Zowel premier Narendra Modi als president Pranab Mukherjee veroordeelden de aanval. Mukherjee condoleerde de families van soldaten die waren gedood.
Na de aanval werden er verscherpte veiligheidsmaatregelen genomen in India, onder andere in de hoofdstad New Delhi en in Mumbai, Chennai, Haiderabad en Calcutta. Er werd in New Delhi onder andere ook gevreesd voor een mogelijke aanslag. Daarom waren er verscherpte veiligheidscontroles op de luchthaven, in treinstations en aan bushaltes. Bepaalde bronnen hadden gemeld dat leden van Jaish-e-Mohammed in de stad waren om er aanslagen te plegen. Er werd daarom meer politie ingezet op openbare plaatsen zoals markten en er werden voertuigen willekeurig onderworpen aan controles. Ook op de treinen die New Delhi verlieten, was er een verhoogde veiligheid.

### Pakistan en de Indiaas-Pakistaanse betrekkingen
De Pakistaanse regering veroordeelde de aanval en verklaarde samen met India en andere landen uit de regio te willen blijven samenwerken om terreur uit te roeien. Geplande diplomatische ontmoetingen tussen de twee landen werden uitgesteld. Meerdere Indiase kranten raadden in opiniestukken de regering echter aan om de diplomatieke koers aan te houden en de dialoog met Pakistan niet uit te stellen of op te schorten, omdat dat net de bedoeling zou zijn achter de aanval.
De aanval kwam een week na het bezoek van de Indiase eerste minister Narendra Modi aan de Pakistaanse stad Lahore, waar hij een onderhoud had met de Pakistaanse premier Nawaz Sharif. Het was de eerste keer in bijna twaalf jaar dat er een dergelijke ontmoeting was geweest. Omdat de aanvallers vanuit Pakistan kwamen, kon de aanval echter de dialoog tussen India en Pakistan verstoren en werd deze gezien als een test van premier Modi's toenadering tot Pakistan. Verschillende politici, waaronder de Amerikaanse Minister van Buitenlandse Zaken John Kerry, riepen op om de dialoog tussen de beide landen verder te zetten.
India liet in maart een Pakistaanse delegatie toe om het incident te onderzoeken en de luchtmachtbasis van Pathankot te bezoeken. Het was de eerste keer dat Pakistaanse veiligheidsdiensten naar India reisden om er een aanval te onderzoeken. Hoewel het team aanvankelijk toegaf dat de terroristen uit Pakistan kwamen, verklaarde zij later dat de aanval een valsevlagoperatie was van India zelf, met de bedoeling Pakistan in een slecht daglicht te stellen.
De diplomatieke gesprekken tussen India en Pakistan werden hervat op 26 april 2016, met een ontmoeting tussen de hoogste ambtenaren van Buitenlandse Zaken van beide landen (Subrahmanyam Jaishankar en Aizaz Ahmad Chaudhry respectievelijk) in New Delhi. India legde daarbij opnieuw de nadruk op het feit dat er duidelijke vooruitgang moest geboekt worden in het onderzoek naar de aanval op de basis in Pathankot en naar de aanslagen in Mumbai van 2008. Volgens de Pakistaanse delegatie werden alle openstaande problemen tijdens de ontmoeting besproken.
In juni 2016 liet de Pakistaanse regering weten dat zij erover zou nadenken om een Indiaas onderzoeksteam toe te laten in verband met de aanval op de basis van Pathankot.

### Andere landen
De aanval werd door verschillende naties, waaronder de Verenigde Staten, Japan en Frankrijk, veroordeeld.

## Onderzoek en kritiek
De afhandeling de aanval door Indiase troepen werd door sommigen bekritiseerd en bestempeld als "ontoereikend" en als "een debacle". De Indiase overheid had vier dagen nodig om de aanval, uitgevoerd door zes militanten, volledig neer te slaan, wat veel te lang was volgens bepaalde militaire analisten, die zeiden dat India's respons op de aanval "amateuristisch" was. Zo werden bijvoorbeeld 150 leden van de National Security Guard van Delhi overgebracht naar de luchtmachtbasis, om er te vechten op voor hen onbekend terrein. Tegelijkertijd werd de aanwezigheid van 50.000 legertroepen in de regio Pathankot genegeerd. Het leger kreeg gedurende de vier dagen slecht een marginale rol toegewezen. Analisten wezen erop dat de operationele fouten die gemaakt werden na de aanslagen in Mumbai op 26 november 2008 opnieuw werden gemaakt bij deze aanval, door een gebrek aan duidelijk omschreven procedures.
In de pers werd er kritiek geuit op het feit dat het vrij eenvoudig was geweest voor de terroristen om de militaire basis binnen te dringen, door met een nylon touw over de buitenmuur te klimmen. Een van de terroristen zou op de muur geraakt zijn door in een eucalyptus te kruipen en deze te laten doorbuigen tot op de muur. Dit alles werd nog vergemakkelijk omdat de zoeklichten die nacht niet werkten op dat gedeelte van de muur.
Er was ook kritiek in het rapport van het Standing Committee van het Ministerie van Binnenlandse Zaken. Het rapport vermeldde dat de veiligheidsdiensten onvoldoende voorbereid waren om op tijd te reageren op de dreiging. Men vroeg zich af hoe het mogelijk was dat terroristen de luchtmachtbasis konden bereiken ondanks de terreurwaarschuwingen die vooraf waren gegeven. Daarnaast was de reactie van de regering op de aanval ook ontoereikend. Men bekritiseerde ook de "niet robuuste" veiligheid op de basis. De buitenmuur was zwak verdedigd en men beschikte niet over een weg rond de basis die zou kunnen gebruikt worden om te patrouilleren.